# سفارة أوكرانيا في المجر
سفارة أوكرانيا في المجر هي أرفع تمثيل دبلوماسي لدولة أوكرانيا لدى المجر. تقع السفارة في بودابست وهي تهدف لتعزيز المصالح الأوكرانية في المجر.

## وصلات خارجية
- الموقع الرسمي
- قائمة سفارات أوكرانيا
- قائمة السفارات في المجر